# 행동 수정
행동 수정(behavior therapy)은 보다 안정된 결과를 효율적으로 획득하기 위해 행동을 수정하는데 초점을 두는 것으로 심리학, 체육학, 임상적 상황 등에서 증상을 보다 안정적이게 하고 또한 행동을 보다 효과적으로 하기 위해 고전적 조건화나 조작적 조건화, 혐오치료, 상호억제, 이완훈련(relaxation training)과 같은 기본적인 학습 기법 등을 적용하여 긍정적인 패턴이 증가하거나 부적응적인 패턴이  감소하도록 적절한 방향으로 행동수정과정을 지원하는 것이다.

## 문제 행동 수정을 위한 기법

### 강화 기법
- 발생율이 높은 행동에 대한 차별강화

정해놓은 시간 내에 적응 행동이 명시된 반응 빈도 이상으로 나타났을 때 강화를 준다.
- 발생율이 낮은 행동에 대한 차별강화

소거될 부적응 행동이 교사가 정해 놓은 시간 내에 반응 빈도수보다 낮은 반응을 보일 때 강화를 준다.
- 표적행동과 다른 행동에 대한 차별강화

교사가 정해 놓은 시간 내에 특정 표적 행동이 일어나지 않으면 강화를 준다.
- 표적행동의 대안적 행동들에 대한 차별강화

미리 표적행동에 대한 대안적 행동이 명시되고, 명시된 대안적 행동을 했을 때에 강화를 줌.(명시되지 않은 행동은 적응 행동이라도 무시한다.
- 정해진 표적행동에 대한 상반행동 차별강화

부적절한 표적행동에 대응한 신체적으로 혹은 기능적으로 상반되는 행동만을 선정하여 강화(예 : 손을 흔드는 행동을 한다면 손으로 만들기를 하게 하게 한다.

### 소거
소거는 부적절한 행동을 무시하여 그 행동을 감소시키는 기법이다.
- 소거의 기법은 용이하긴 하나 종종 공격성이나 발작을 야기할 수 있으므로 유의해야 한다.
- 소거의 목적으로 쓰인 반응이 아이의 문제행동을 강화시킬 수 있으므로 유의해야 한다.

예: 아이가 떠드는 것을 줄이기 위해 교실 밖으로 나가 있으라고 벌을 주지만 아이는 수업이 싫어 계속 교실밖으로 나가고 싶어하기 때문에 계속 떠든다.

### 토큰 체계
- 토큰체계는 적절한 행동을 늘이기 위한 일시적인 중재법으로 토큰체계가 끝난 후 자연적인 보상으로 연결될 수 있도록 프로그램을 작성하여 아동의 행동변화를 유지시켜 주는 것이 중요하다. 토큰체계를 사용할 때에는 강화를 받을 기회를 많이 부여한 다음 점차 행동의 난이도 수준을 높여 강화받을 기회를 줄여나가는 것이 좋다.
- 토큰체계 계획시에는 토큰과 강화물의 교환 시기를 설정해야 하며 아동의 특성을 고려하여 토큰을 점수로 할 것인지 구체물로 할 것인지를 결정하여야 한다. 그리고 정한 규칙을 아동 스스로가 관리하도록 도와 자기 통제력 향상에 도움이 되도록 한다.

### 행동계약 기법
- 부적절한 행동은 감소시키고 미리 정해놓은 행동은 증가시키기 위한 것으로 적절한 행동을 구체적으로 명시하여(행동의 성공기준, 성취해야하는 기간, 행동계약 마감일,보상의 내용 등) 부적절한 행동을 보이는 아동과 교사가 하는 일종의 약속이다.
- 행동계약은 집단을 대상으로 할 수도 있으며 사회적 기술과 대인관계 기술, 그리고 과제수행 기능을 개발하고 증가시키는 데 효과적으로 사용될 수 있다.

### 벌
- 강화가 되는 요인들을 제거함으로써 부적응 행동을 줄여나가거나 자극을 부여하여 부적응 행동의 발생을 줄이는 것을 뜻함.

| 반응대가 | 피드백                                                       |
| -------- | ------------------------------------------------------------ |
| 정적 벌  | 부적응 행동이 발생하면 불쾌하고 고통스런 자극을 주는 것      |
| 부적 벌  | 부적응 행동이 발생하면 주어진 보상을 빼앗기는 자극을 주는 것 |

- 벌에 대해서는 여전히 찬반의 논의가 진행 중임(벌이 과연 문제행동 교정에 효과적인가? 벌이 남용될 가능성은 없는가? 등)
- 벌의 주요 기법에는 반응대가(부적응 행동이 발생하면 주어진 보상을 뺏는 것등),과잉교정(부적 행동이 발생하면 바람직한 행동을 반복해서 수행하도록 하는 것), 충격요법(부적응 행동의 발생시 일시적으로 전기충격을 주는 것) 등이 있다.[1]

## 정서, 행동장애에서의 행동치료 적용

### 주의력 결핍 과잉행동장애
- 아동이 집중했을 때 강화물을 통해 보상한다.
- 산만하지 않도록 환경을 구조화한다.
- 큰 과제를 작은 과제로 나누어 준다.
- 적절한 행동 양식을 규칙으로 정하여 그에 합당한 행동을 했을 때 반드시 보상한다.
- 강화시간을 점차 증가시킨다.

### 품행 장애
- 타임-아웃을 이용해 공격행동을 감소시킨다.

부적절한 행동을 했을 때 미리 정한 시간 동안 정해진 장소에서 혼자 생각할 시간을 주는 것으로 타임-아웃이 끝난 후에는 바른 행동을 배울 수 있는 기회를 제공하여 적절한 행동을 할 수 있도록 유도한다.
- 대안적 의사 소통에 의한 공격 행동의 감소시킨다.

공격적인 행동을 하지 않아도 자가의 의사를 표현할 수 있는 방법을 알려줌으로써 공격적 혹은 부적절한 행동을 감소
- 인형극 등 역할 놀이를 통한 공격 행동 감소시킨다.

감정을 바르게 표출시킬 수 있는 방법을 가르친다.
- 문제행동 기능 분석에 의한 공격행동 감소시킨다.

문제행동을 보이는 상황과 시간, 환경, 아이의 상태등을 관찰하여 원인을 분석한다. 그리고 문제행동을 야기시키는 상황을 변화시켜 문제행동을 감소시킨다.
- 자기 느낌과 요구에 대해 적절히 주장하는 법을 가르치고 자신이 잘못한 행동 결과에 대해서 스스로 느끼게 하여 부적절한 행동을 감소시킨다. 화가 나더라도 신체적으로 표출하는 정도를 제한해 준다.

### 분리불안 장애 및 공포증
- 분리불안과 공포를 점진적으로 소거한다.
- 불안 반응보다 훨씬 강한 역조건화에 의해 불안을 소거한다.

다른 사람 앞에서 말하는 것에 공포를 가진다면 처음에는 한명 앞에서 다음에는 2, 3, 4명 등으로 점차 늘려가면서 공포를 제거한다.

### 분노 및 파괴적 방해 행동
- 완벽한 무시를 통해 감정이 폭발하는 행위를 감소시킨다.

분노가 일어났을 때 침착하고 일관성 있게 무시반응을 제공하고 적절한 행동이 일어났을 때에는 강화를 한다)
- 자기 주장 훈련을 통해 반항적 방해행동을 감소시킨다.

자기 주장을 할 수 있는 적절한 의사소통기술을 훈련시키고 부적절한 행동에 대해서 교사와 부모는 직설적이고 단정적으로 말한다. 그러나 목소리에서 적대적 감정이 드러나선 안된다.
- 토큰 강화에 의한 싸우는 행동을 감소시킨다.

문제행동이 감소되었을 때 토큰을 제공하여 강화하여 점차적으로 행동을 감소시킨다.

## 행동 수정의 절차
1. 행동 양식 이해
정서, 행동문제를 분석하여 정의한다. 객관적 기준은 없으므로 부적절한 행동을 보일 시 기록하여 둔다.
2. 관찰
관찰 되는 학생과 관찰자, 관찰날짜 , 관찰목적을 명확히 하여 앞서 정했던 문제행동을 측정한다.
3. 자료 수집과 중재계획
여러 상황에서 문제행동을 관찰하고 문제행동의 원인을 잠정적으로 설정하여 그에 맞는 중재계획을 세운다.

## 같이 보기
- 관찰 학습

## 참고 문헌
- 아동의 이해와 심리.행동 치료교육, 강위영 외 6명, 1997년 7월 30일 ,대구대학교출판부
- 정서장애아 행동치료교육 ,연구자: 이상복, 정대영, 1995. ·12. 25, 국립특수교육원
- 정서적 패턴의 발견과 치료 교육 ; 정서장애아와 행동 수정, 이성진, 1986, 한국정서.행동장애아교육학회(구.한국정서학습장애아교육학회)

1. ↑  (국립재활원-행동수정 절차와 기법)http://webcache.googleusercontent.com/search?q=cache:jC6ENA8X47kJ:nrc.go.kr/nrc/jsp/boardDownload.jsp%3Fboard_id%3DNRC_HS_BOARD%26seq%3D2189%26idx%3D1+&cd=2&hl=ko&ct=clnk&gl=kr